# Suzuki GSF 1250
Die GSF 1250 Bandit ist ein Motorrad des japanischen Herstellers Suzuki, das ab dem Modelljahr 2007 ausgeliefert wurde
Die GSF 1250 ersetzt im Programm von Suzuki die GSF 1200 Bandit und wurde ab Werk mit einem Antiblockiersystem ausgeliefert. Die Gemischaufbereitung erfolgt durch eine Einspritzanlage. Durch einen G-Kat ist das Fahrzeug als schadstoffarm nach Euro 3 eingestuft. Eine Version mit einer Halbschale als Verkleidung (GSF 1250 SA) wurde von Beginn an mit angeboten, während ab dem Modelljahr 2012 die unverkleidete Version nicht mehr im Programm ist.
Zum Modelljahr 2015 wurde die 1250 SA optisch überarbeitet, im speziellen das Design der Verkleidung. Zudem wurde das von Suzuki angebotene Zubehör deutlich erweitert. Zusätzlich ist mit der GSX 1250 FA auch eine vollverkleidete Ausführung erhältlich. Die technischen Daten entsprechen weitgehend denen des Basismodells. Beide Varianten sind aufgrund der hohen Zuladungsmöglichkeit (über 230 kg), der Motorcharakteristik sowie der entspannten Sitzposition für sportliche Langstreckentouren ideal geeignet. Die Produktion wurde mit Einführung der Abgasnorm Euro 4 für Motorräder im Jahr 2016 eingestellt.

## Inoffizielle Namensgebung
Wie schon bei den Vorgängermodellen (Suzuki GSF 1200 und Suzuki GSF 600) gab es auch dieses Mal eine Abstimmung im Internet um einen griffigen und prägnanten Namen für das neue Modell zu finden. Die Wahl fiel hierbei auf „Evo“. Dieser Name lässt sich beispielsweise mit der durchlaufenen Evolution des Motors von Öl-/ Luftkühlung hin zur Wasserkühlung verstehen.

## Neuzulassungen in Deutschland
| Jahr | Quelle | Neuzulassungen |
| ---- | ------ | -------------- |
| 2014 | [ 1 ]  | 555            |
| 2013 | [ 2 ]  | 834            |
| 2012 | [ 3 ]  | 1.116          |
| 2011 | [ 4 ]  | 1.474          |
| 2010 | [ 5 ]  | 2.428          |
| 2009 | [ 6 ]  | 1.968          |
| 2008 | [ 7 ]  | 2.977          |